# La Tessoualle
La Tessoualle település Franciaországban, Maine-et-Loire megyében. Lakosainak száma 3178 fő (2022. január 1.). La Tessoualle Cholet, Maulévrier, Mauléon és Saint-Pierre-des-Échaubrognes községekkel határos.

## Népesség
A település népességének változása:
| Lakosok száma | 1648 | 2677 | 2781 | 3023 | 3076 | 3126 | 3198 | 3189 | 3195 | 3178 |
|               | 1968 | 1982 | 1990 | 2006 | 2013 | 2015 | 2017 | 2019 | 2020 | 2022 |